# Койково
Койково (на македонска литературна норма: Којково) е село в североизточната част на Северна Македония, община Кратово.

## География
Селото e разположено североизточно от общинския център Кратово, високо в Осоговската планина.

## История
В османски данъчни регистри на немюсюлманското население от вилаета Кратова от 1618-1619 година селото е отбелязано под името Койкова със 7 джизие ханета (домакинства). Списък на селищата и на немюсюлманските домакинства в същия вилает от 1637 година сочи 6 джизие ханета в Койкова.
В XIX век Койково е малко изцяло българско село в Кратовска кааза на Османската империя. Според статистиката на Васил Кънчов („Македония. Етнография и статистика“) от 1900 година Койково има 160 жители, всички българи християни.
В началото на XX век население на селото са под върховенството на Българската екзархия. По данни на секретаря на екзархията Димитър Мишев („La Macédoine et sa Population Chrétienne“) през 1905 година в Койково (Koïkovo) има 124 българи екзархисти.
При избухването на Балканската война 5 души от Койково са доброволци в Македоно-одринското опълчение.

## Личности
Родени в Койково
- Анто (Ампо) Наков, македоно-одрински опълченец, 22-годишен, работник, 3-та рота на 3-та солунска дружина, носител на орден „За храброст“ IV степен[6]
- Величко Георгиев Теодосиев (1890 - след 1984), български революционер от ВМОРО и ВМРО
- Георги Теодосиев Павлов, български революционер от ВМОРО, пренасял оръжие за Организацията през връх Руен, през Винишката афера от 1897 година бяга с братята и баща си в Кюстендил[7]
- Заре Велков Стойков – Дедо Зао, деец на ВМОРО и ВМРО
- Йосиф Велков, македоно-одрински опълченец, нестроева рота на 10-а прилепска дружина, щаб на 3-та МОО бригада[8]
- Мите Анастасов (Демо Анастасов, 1882 – 1915), български революционер
- Тодор Стоянов, български революционер, четник на Симеон Клинчарски в 1914 година[9]